# 레티시아 도슈
레티시아 도슈(프랑스어: Lætitia Dosch, 프랑스어 발음: [lɛtisja dɔʃ], 1980년 9월 1일~)는 프랑스와 스위스의 배우, 코미디언이다.

## 참여 작품
- 몽 루아
- 처음 만난 파리지엔
- 단순한 열정